# Applied Scholastics
Applied Scholastics è una organizzazione no-profit creata con lo scopo di promuovere l'uso della "tecnologia di studio", parte integrante della dottrina di Scientology, ideata da L. Ron Hubbard. Applied Scholastics è parte di ABLE, l'Association for Better Living and Education.

## Storia e presenza in Italia
È stata fondata negli Stati Uniti d'America nel 1972, in Italia è presente dal 2000 . Scopo dichiarato dell'organizzazione è il miglioramento qualitativo dell'istruzione. Essa coordina i numerosi programmi che utilizzano la Tecnologia di Studio in tutto il mondo con l'aiuto di un'équipe d'educatori ed insegnanti provenienti da diverse scuole e università mondiali. Applied Scholastics è stata spesso accusata dai critici di essere un gruppo di facciata volto a fare proselitismo per la chiesa di Scientology. Nel 2005 il Ministero dell'Istruzione, dell'Università e della Ricerca ha dato ad Applied Scholastics Italia e Mediterraneo il riconoscimento come Ente accreditato/qualificato per la formazione del personale della scuola pubblica.

### Giovani in divisa
In Italia oltre a Applied Scolastic è presente l'azienda di formazione per concorsi nelle Forze armate e di polizia Giovani in Divisa s.r.l.s. che sul sito dichiara il patrocinio del Sindacato di Polizia UGL e di utilizzare docenti certificati "Applied Scholastics International".

## La tecnologia di studio
Agli studenti viene insegnato che le parole "malcomprese" sono la causa principale di ogni confusione e fraintendimento. Per questo gli viene insegnato a usare intensamente il dizionario. Ulteriore enfasi è anche posta sul "gradiente" cioè la necessità che lo studio degli argomenti segua una progressione: dal più facile al più complesso. Il terzo elemento che secondo Hubbard è cruciale è la "massa". Tale concetto è descritto come la necessità per l'allievo di avere qualcosa di tangibile da associare al concetto che studia, ad esempio se uno studente sta studiando i treni, egli deve avere accesso (poter toccare e vedere) un treno nella sua fisicità.
Applied Scholastics concede in licenza l'uso della tecnologia di studio a una serie di piccole scuole o persone singole in tutto il mondo. In cambio di tale licenza, le scuole pagano il 4% dei loro profitti lordi a Applied Scholastics. Recentemente alcuni ministeri dell'istruzione, soprattutto in Africa e nelle Filippine, hanno addestrato insegnanti statali nelle tecniche educative di Applied Scholastics.

## Aspetti critici
Applied Scholastics, come gli altri enti che fanno capo a ABLE, dichiara di non avere alcun collegamento con la Chiesa di Scientology a parte la condivisione con essa dell'autore delle opere frutto delle ricerche nel campo dell'istruzione ed educazione di L.Ron Hubbard e di aver ottenuto la concessione dell'utilizzo dei marchi e della tecnologia stessa. Tuttavia alcune attività sono finanziate dalla IAS - la International Association of Scientologist  il cui scopo dichiarato è diffondere Scientology. Così anche il sito ufficiale di Scientology annovera Applied Scholastic come "soluzione per l'istruzione".